# Aconitum yangii
Aconitum yangii är en ranunkelväxtart som beskrevs av Wen Tsai Wang och L.Q. Li. Aconitum yangii ingår i släktet stormhattar, och familjen ranunkelväxter. Utöver nominatformen finns också underarten A. y. villosulum.